# وانگ زیمینگ
وانگ زیمینگ (انگلیسی: Wang Ziming؛ زادهٔ ۵ اوت ۱۹۹۶) بازیکن فوتبال اهل چین است.
از باشگاه‌هایی که در آن بازی کرده‌است می‌توان به باشگاه فوتبال بیجینگ گوان اشاره کرد.
وی همچنین در تیم‌های ملی فوتبال زیر ۲۳ سال و بزرگسالان چین بازی کرده‌است.